# ارکمن شاتریان
ارکمن شاترین (به فرانسوی: Erckmann Chatrian) نامی بود که امیل ارکمان (۱۸۲۲-۱۸۹۹) و الکساندر شاتریان (۱۸۲۶-۱۸۹۰)، برادران نویسنده قرن نوزدهم میلادی اهل فرانسه که تقریباً همه آثارشان مشترک بود به‌کار می بردند.

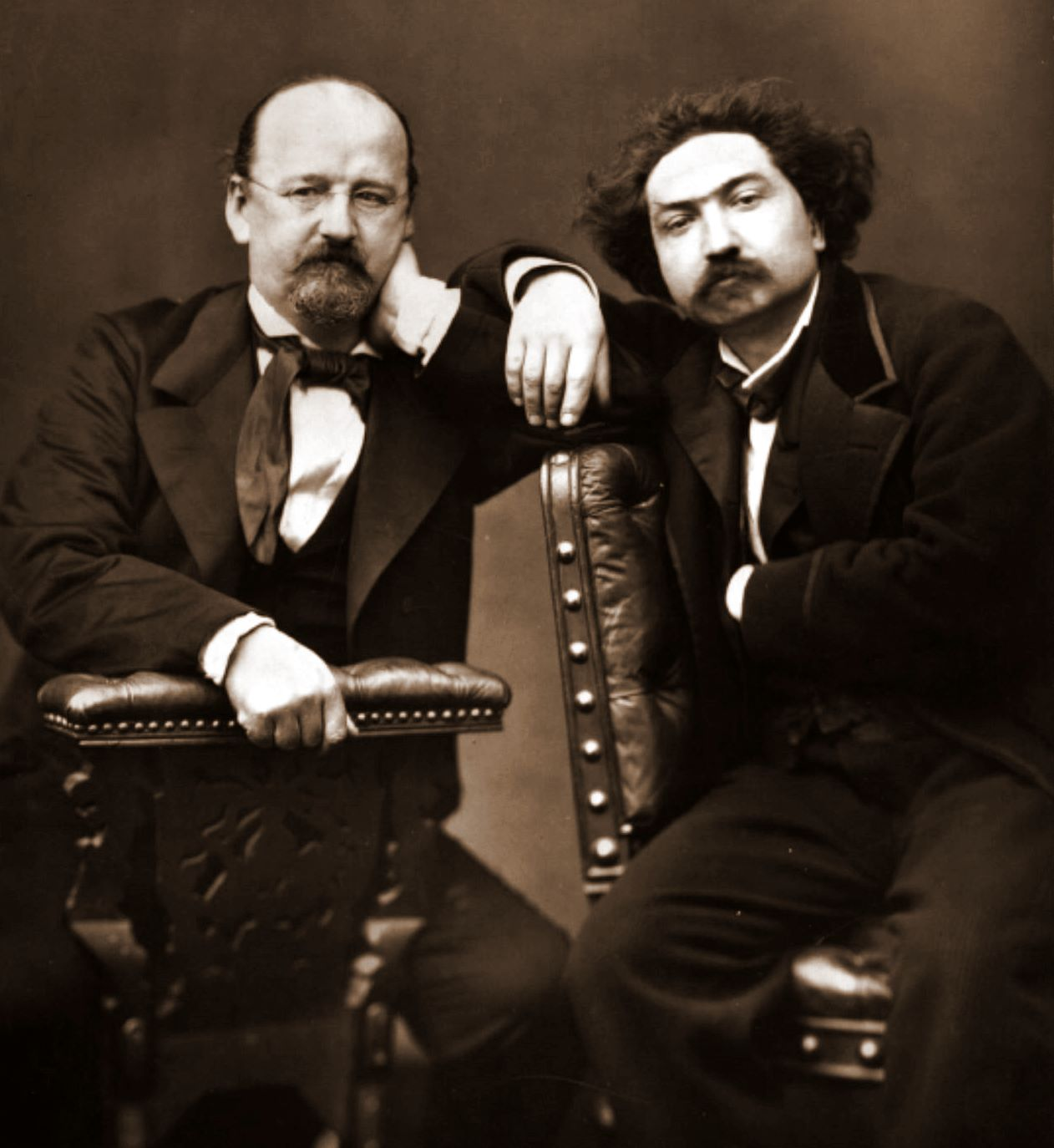
تصویر امیل ارکمان و الکساندر شاتریان حدود ۱۸۷۵ میلادی